# Турецька (село)
Турецка́ (словац. Turecká) — село в Банськобистрицькому окрузі Банськобистрицького краю Словаччини. Перша письмова згадка про село датується 1563 роком.

## Населення
| Рік:            | 1994. | 2004.   | 2014.   | 2024.    |
| --------------- | ----- | ------- | ------- | -------- |
| Кількість осіб: | 137   | 139     | 147     | 165      |
| Різниця:        |       | +1,45 % | +5,75 % | +12,24 % |

| Рік:            | 2023. | 2024.   |
| --------------- | ----- | ------- |
| Кількість осіб: | 158   | 165     |
| Різниця:        |       | +4,43 % |

Етнічний склад населення станом на 2001 рік: словаки — 98,43 %, чехи — 1,57 %.
Станом на 31 грудня 2012 року в селі проживало 147 осіб, з них 76 чоловіків та 71 жінка.